# Lyngby Statsskole
Lyngby Statsskole lå på Buddingevej 50 i Kongens Lyngby. Skolen blev oprindeligt oprettet som realskole i 1871, og hed dengang Thyssens Skole og lå på Lyngby Hovedgade. I 1885 blev navnet ændret til Lyngby Realskole.
I 1911 blev realskolen suppleret med et gymnasiekursus under navnet Lyngby højere Almenskole. Ni år efter ændrede skolen navn til Lyngby Statsskole og blev overtaget af staten. Skolen flyttede til Buddingevej 50 og blev indviet den 29. november 1923.
Lyngby statsskoles karismatiske rektor, Tage C Dalsgaard kom til skolen i 1946-47 som lærer, og var rektor (efter Poul Mogensen) i årene 1965-1987.
Den 1. januar 1986 blev skolen overtaget Københavns Amt under navnet Lyngby Gymnasium, og i 1991 blev skolen nedlagt.
Folkeskolen Lindegårdsskolen overtog bygningen fra den 26. marts 2008 pga. stabiliseringsarbejde på den oprindelige bygning. Det er uvist, hvor længe Lindegårdsskolen skal være der.

## Kendte studenter ved Lyngby Statsskole / Gymnasium
- 1936: Erhard Jakobsen, cand.polit. og borgmester (soc.dem.) samt partistifter (CentrumDemokraterne)
- ca. 1991: Helle Reedtz-Thott (f. Zøfting), cand.jur. og advokat samt baronesse

55°45′52.57″N 12°29′43.41″Ø / 55.7646028°N 12.4953917°Ø